# NGC 4518
NGC 4518 ist eine linsenförmige Galaxie vom Hubble-Typ SB0 im Sternbild Jungfrau auf der Ekliptik. Sie schätzungsweise 289 Millionen Lichtjahre von der Milchstraße entfernt und hat einen Durchmesser von etwa 85.000 Lj.
Im gleichen Himmelsareal befinden sich u. a. die Galaxien NGC 4526, NGC 4535, NGC 4560, IC 3438.
Das Objekt wurde am 27. Dezember 1827 vom britischen Astronomen John Herschel entdeckt.